# Altyn Asyr Futbol Kluby
L'Altyn Asyr Futbol Kluby (in russo Алтын Асыр футбольный клуб?), conosciuto anche come Altyn Asyr, è una società di calcio di Aşgabat, in Turkmenistan. Milita nella Ýokary Liga, la massima serie del campionato turkmeno di calcio.
Fondata nel 2008, trae il nome da quello del primo operatore di telefonia mobile turkmeno e gioca le partite interne allo Stadio Aşgabat. Ha vinto 8 campionati turkmeni, tutti consecutivamente, 4 Coppe del Turkmenistan e 5 Supercoppe del Turkmenistan, tutte consecutivamente.

## Storia
Il club fu costituito nel 2008 e iscritto alla Ýokary Liga, la massima serie del campionato turkmeno di calcio, e alla Coppa del Turkmenistan. Nel 2009 colse il primo successo, vincendo la coppa nazionale, mentre l'anno dopo si aggiudicò per la prima volta la Coppa del Presidente del Turkmenistan.
Nel 2014 vinse per la prima volta il campionato turkmeno, successo confermato anche per i cinque anni a venire.
Nel 2015 esordì nelle competizioni continentali, disputando la Coppa dell'AFC. Nello stesso anno aggiunse al proprio palmarès la sua prima Supercoppa del Turkmenistan.
Ha raggiunto la finale della Coppa dell'AFC 2018, persa contro gli iracheni dell'Al-Quwa.

## Palmarès

### Competizioni nazionali
- Campionato turkmeno: 8

2014, 2015, 2016, 2017, 2018, 2019, 2020, 2021
- Coppa del Turkmenistan: 5

2009, 2015, 2016, 2019, 2020
- Supercoppa del Turkmenistan: 7

2015, 2016, 2017, 2018, 2019, 2020, 2021

### Competizioni internazionali
- Coppa del Presidente del Turkmenistan: 2

2010, 2011

### Altri piazzamenti
- Campionato turkmeno:

Secondo posto: 2010, 2022, 2023
Terzo posto: 2013, 2024
- Coppa del Turkmenistan:

Finalista: 2010, 2013
- Supercoppa del Turkmenistan

Secondo posto: 2009, 2011
- Coppa dell'AFC:

Finalista: 2018
Semifinalista: 2019

## Organico

### Rosa 2019
Aggiornata al 15 agosto 2019.
| N. |                         | Ruolo | Calciatore            |
| -- | ----------------------- | ----- | --------------------- |
| 1  | Turkmenistan (bandiera) | P     | Mammet Orazmuhammedow |
| 2  | Turkmenistan (bandiera) | D     | Zafar Babajanow       |
| 4  | Turkmenistan (bandiera) | D     | Mekan Saparow         |
| 5  | Turkmenistan (bandiera) | D     | Merdan Amangeldiýew   |
| 6  | Turkmenistan (bandiera) | D     | Seýitmyrat Çaryýew    |
| 9  | Turkmenistan (bandiera) | A     | Gurbangeldi Sahedow   |
| 10 | Turkmenistan (bandiera) | A     | Selim Nurmyradow      |
| 11 | Turkmenistan (bandiera) | A     | Myrat Ýagşyýew        |
| 13 | Turkmenistan (bandiera) | P     | Ahmed Gurbanow        |
| 14 | Turkmenistan (bandiera) | C     | Umijan Astanow        |
| 16 | Turkmenistan (bandiera) | P     | Nurgeldy Astanow      |
| 18 | Turkmenistan (bandiera) | A     | Furkat Tursunow       |
| 19 | Turkmenistan (bandiera) | D     | Selim Ataýew          |
| 20 | Turkmenistan (bandiera) | C     | Begmyrat Baýow        |

| N. |                         | Ruolo | Calciatore              |
| -- | ----------------------- | ----- | ----------------------- |
| 21 | Turkmenistan (bandiera) | C     | Resul Hojaýew           |
| 22 | Turkmenistan (bandiera) | C     | Mekan Aşyrow            |
| 24 | Turkmenistan (bandiera) | D     | Gurbangeldi Batyrow     |
| 25 | Turkmenistan (bandiera) | C     | Bagtyýar Gurgenow       |
| 27 | Turkmenistan (bandiera) | C     | Welmyrat Ballakow       |
| 29 | Turkmenistan (bandiera) | C     | Serdar Geldiýew         |
| 30 | Turkmenistan (bandiera) | A     | Mihail Titow            |
| 33 | Turkmenistan (bandiera) | C     | Annasahet Annasahedow   |
|    | Turkmenistan (bandiera) | P     | Döwletýar Berdiýew      |
|    | Turkmenistan (bandiera) | D     | Begenç Saidmamedow      |
|    | Turkmenistan (bandiera) | A     | Döwletgeldi Mirsultanow |
|    | Nigeria (bandiera)      | A     | Uche Kalu               |